# Haplochromis
Haplochromis é o maior género de peixes da família Cichlidae. Muitos dos seus membros são endémicos do Lago Vitória, na África Oriental. A introdução da perca-do-nilo no Lago Vitória, a partir de 1954, levou à extinção de aproximadamente 200 espécies do género Haplochromis species, sendo que muitas outras permanecem ameaçadas ou em perigo crítico.

## Espécies
Existem 213 espécies descritas (2007).
- Haplochromis acidens
- Haplochromis adolphifrederici
- Haplochromis aelocephalus
- Haplochromis aeneocolor
- Haplochromis akika
- Haplochromis albertianus
- Haplochromis altigenis
- Haplochromis ampullarostratus
- Haplochromis annectens
- Haplochromis angustifrons
- Haplochromis annectidens
- Haplochromis apogonoides
- †Haplochromis arcanus
- Haplochromis argenteus
- †Haplochromis artaxerxes
- Haplochromis astatodon
- Haplochromis avium
- Haplochromis bakongo
- Haplochromis barbarae
- Haplochromis bareli
- †Haplochromis bartoni
- Haplochromis bayoni
- Haplochromis beadlei
- Haplochromis benthicola
- Haplochromis bloyeti
- †Haplochromis boops
- Haplochromis brownae
- Haplochromis bullatus
- Haplochromis burtoni
- †Haplochromis cassius
- Haplochromis cavifrons
- Haplochromis chilotes
- Haplochromis chlorochrous
- Haplochromis chromogynos
- Haplochromis chrysogynaion
- Haplochromis cinctus
- Haplochromis cinereus
- Haplochromis cnester
- Haplochromis commutabilis
- Haplochromis crassilabris
- Haplochromis crebridens
- Haplochromis crocopeplus
- Haplochromis cronus
- Haplochromis cryptodon
- Haplochromis cryptogramma
- Haplochromis cyaneus
- †Haplochromis decticostoma
- Haplochromis demeusii
- †Haplochromis dentex
- Haplochromis desfontainii
- Haplochromis dichrourus
- Haplochromis diplotaenia
- Haplochromis dolichorhynchus
- Haplochromis dolorosus
- Haplochromis eduardii
- Haplochromis elegans
- Haplochromis empodisma
- Haplochromis engystoma
- Haplochromis erythrocephalus
- Haplochromis erythromaculatus
- †Haplochromis estor
- Haplochromis eutaenia
- Haplochromis exspectatus
- Haplochromis fasciatus
- Haplochromis flaviijosephi
- †Haplochromis flavipinnis
- Haplochromis flavus
- Haplochromis fuelleborni
- Haplochromis fuscus
- Haplochromis fusiformis
- Haplochromis gigliolii
- †Haplochromis gilberti
- Haplochromis gowersii
- Haplochromis gracilior
- Haplochromis granti
- Haplochromis graueri
- Haplochromis guiarti
- Haplochromis harpakteridion
- Haplochromis heusinkveldi
- Haplochromis hiatus
- Haplochromis horei
- Haplochromis howesi
- Haplochromis humilior
- Haplochromis humilis
- Haplochromis insidiae
- Haplochromis iris
- Haplochromis ishmaeli
- Haplochromis kamiranzovu
- Haplochromis katavi
- Haplochromis kujunjui
- Haplochromis labiatus
- Haplochromis labriformis
- Haplochromis lacrimosus
- Haplochromis laparogramma
- Haplochromis latifasciatus
- Haplochromis limax
- Haplochromis lividus
- Haplochromis loati
- †Haplochromis longirostris
- Haplochromis lucullae
- Haplochromis luluae
- Haplochromis macconneli
- †Haplochromis macrognathus
- Haplochromis macrops
- Haplochromis macropsoides
- Haplochromis maculipinna
- Haplochromis mahagiensis
- Haplochromis maisomei
- Haplochromis malacophagus
- †Haplochromis mandibularis
- †Haplochromis martini
- Haplochromis maxillaris
- Haplochromis megalops
- Haplochromis melanopterus
- Haplochromis melanopus
- Haplochromis melichrous
- Haplochromis mentatus
- Haplochromis mento
- †Haplochromis michaeli
- Haplochromis microchrysomelas
- Haplochromis microdon
- Haplochromis moeruensis
- Haplochromis multiocellatus
- Haplochromis murakoze
- Haplochromis mylergates
- Haplochromis mylodon
- †Haplochromis nanoserranus
- †Haplochromis nigrescens
- Haplochromis nigripinnis
- Haplochromis nigroides
- Haplochromis niloticus
- Haplochromis nubilus
- Haplochromis nuchisquamulatus
- †Haplochromis nyanzae
- Haplochromis obesus
- Haplochromis obliquidens
- †Haplochromis obtusidens
- Haplochromis occultidens
- Haplochromis oligacanthus
- Haplochromis oligolepis
- Haplochromis olivaceus
- Haplochromis oregosoma
- †Haplochromis pachycephalus
- Haplochromis pallidus
- Haplochromis paludinosus
- Haplochromis pappenheimi
- †Haplochromis paraguiarti
- †Haplochromis paraplagiostoma
- Haplochromis paropius
- Haplochromis parvidens
- Haplochromis paucidens
- Haplochromis pellegrini
- †Haplochromis percoides
- Haplochromis perrieri
- Haplochromis petronius
- Haplochromis pharyngalis
- †Haplochromis pharyngomylus
- Haplochromis phenochilus
- Haplochromis phytophagus
- Haplochromis piceata
- Haplochromis pitmani
- Haplochromis placodus
- Haplochromis plagiodon
- Haplochromis plagiostoma
- Haplochromis plutonius
- Haplochromis polli
- Haplochromis prodromus
- †Haplochromis prognathus
- †Haplochromis pseudopellegrini
- Haplochromis ptistes
- Haplochromis pyrrhocephalus
- Haplochromis pyrrhopteryx
- Haplochromis riponianus
- Haplochromis rubescens
- Haplochromis rudolfianus
- Haplochromis sauvagei
- Haplochromis saxicola
- Haplochromis scheffersi
- Haplochromis schubotzi
- Haplochromis schubotziellus
- Haplochromis schwetzi
- Haplochromis serranus
- Haplochromis serridens
- Haplochromis simpsoni
- Haplochromis smithii
- Haplochromis spekii
- Haplochromis squamipinnis
- Haplochromis squamulatus
- Haplochromis stappersii
- Haplochromis stigmatogenys
- Haplochromis sulphureus
- Haplochromis swynnertoni
- Haplochromis tanaos
- Haplochromis taurinus
- †Haplochromis teegelaari
- Haplochromis teunisrasi
- Haplochromis theliodon
- Haplochromis thereuterion
- †Haplochromis thuragnathus
- Haplochromis tridens
- Haplochromis turkanae
- Haplochromis tweddlei
- Haplochromis tyrianthinus
- Haplochromis ushindi
- Haplochromis velifer
- Haplochromis venator
- Haplochromis vicarius
- Haplochromis victorianus
- Haplochromis vittatus
- Haplochromis welcommei
- Haplochromis wingatii
- Haplochromis worthingtoni
- Haplochromis xenognathus
- †Haplochromis xenostoma

- Haplochromis sp. nov. 'backflash cryptodon'
- Haplochromis sp. nov. 'black cryptodon'
- Haplochromis sp. nov. 'Kyoga flameback'
- Haplochromis sp. nov. 'long snout'
- Haplochromis sp. nov. 'parvidens-like'
- Haplochromis sp. nov. 'Rusinga oral sheller'
- Haplochromis sp. nov. 'rainbow sheller'
- Haplochromis sp. nov. 'small obesoid'